# L'universo elegante (album)
L'universo elegante è il secondo album in studio da solista del cantautore italiano Gianluca De Rubertis, già membro del duo Il Genio, pubblicato nel 2015.

## Tracce
1. Chiedi alla polvere – 3:23
2. Mai più (feat. Amanda Lear) – 3:50
3. La vita è sogno – 3:28
4. Labbracadabra – 3:31
5. Sotto la tua gonna – 5:13
6. Brucia come brucia – 3:56
7. Chiaro di luna siderale – 1:53
8. Magnifica notte (feat. Mauro Ermanno Giovanardi) – 4:14
9. Fiorigami – 3:35
10. Cantico di una creatura – 3:33
11. Cos'è la vita – 4:16
12. Quello che resta – 3:35

## Formazione
- Gianluca De Rubertis - voce, pianoforte, organo Hammond, sintetizzatore, chitarra elettrica
- Sante Rutigliano - chitarra elettrica, chitarra acustica
- Giovanni Pinizzotto - basso
- Lino Gitto - batteria
- Mauro Ermanno Giovanardi - voce (in Magnifica notte)
- Amanda Lear - voce (in Mai più)
- Coro di voci bianche - coro (in Brucia come brucia)